# Gemeinsame Normdatei
Gemeinsame Normdatei (GND, Engels: Integrated Authority File) is een internationale standaard voor het ordenen van namen van personen, organisaties en rubrieken in catalogi.

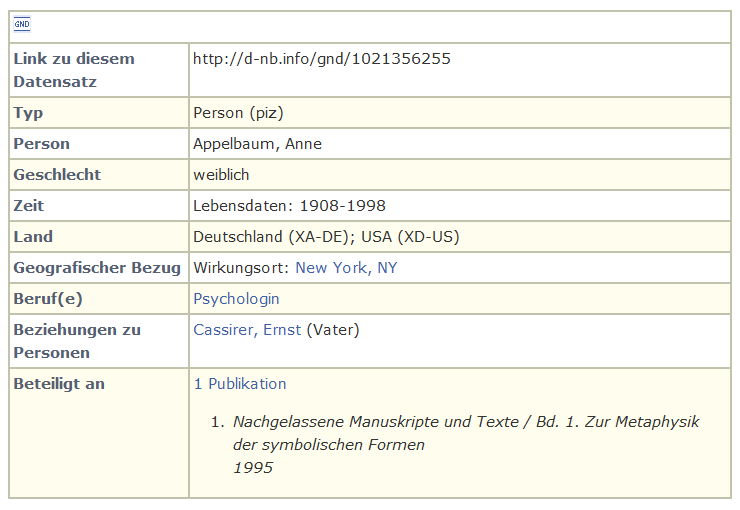
Gemeinsame Normdatei (GND): screenshot van de website van de Nationale Bibliotheek van Duitsland (Browser: Opera 11.62).

GND wordt hoofdzakelijk gebruikt in bibliotheken en archieven als bibliografisch informatiesysteem.
Bij fase 2 van het Wikidataproject is GND het uitgangspunt voor de indeling van infoboxen.
GND wordt alleen gebruikt voor uitwisseling met MARC-21-autoriteiten. Voor uitwisseling in PICA-formaat zijn 
enkele specifieke velden aangepast op MARC-21-formaat.

## Geschiedenis
De GND-standaard is ontworpen bij de Nationale Bibliotheek van Duitsland en in 2012 in gebruik genomen met als doel een aantal standaarden te vervangen:
| Duits                                              | afkorting | Engels                                          |
| -------------------------------------------------- | --------- | ----------------------------------------------- |
| Personennamendatei                                 | PND       | Name Authority File                             |
| Gemeinsame Körperschaftsdatei                      | GKD       | Corporate Bodies Authority File                 |
| Schlagwortnormdatei                                | SWD       | Subject Headings Authority File                 |
| Einheitssachtitel-Datei des Deutschen Musikarchivs | DMA-EST   | Uniform Title File of the Deutsches Musikarchiv |

## Typen van GND high-level entiteiten
Er zijn zes hoofdtypen van GND entiteiten:
| Type | Duits (officieel)             | Engels (vertaling)        | Nederlands (vertaling)  |
| ---- | ----------------------------- | ------------------------- | ----------------------- |
| p    | Person (individualisiert)     | person (individualized)   | persoon (individu)      |
| n    | Name (nicht individualisiert) | name (not individualized) | naam (geen individu)    |
| k    | Körperschaft                  | corporate body            | organisatie             |
| v    | Veranstaltung                 | event                     | gebeurtenis             |
| w    | Werk                          | work                      | werk                    |
| s    | Sachbegriff                   | subject heading           | rubriek                 |
| g    | Geografikum                   | geographical place name   | geografische plaatsnaam |

Voorbeelden van andere typen bibliografische informatiesystemen zijn
Virtual International Authority File (VIAF), Library of Congress Authorities (LCNAF), NDL Web Authorities van de  nationale bibliotheek van Japan, en LIBRIS van de Nationale Bibliotheek van Zweden.